# Matúš Matis
 (juin 2020).
Pour les articles homonymes, voir Matis.
Matúš Matis (né le 12 mai 1993 à Košice en Slovaquie) est un joueur professionnel slovaque de hockey sur glace. Il évolue au poste d'ailier.

## Biographie

### Carrière en club
Formé au HC Košice, il poursuit son apprentissage chez les équipes de jeunes du HC Havlíčkův Brod en République tchèque puis part en Amérique du Nord en 2009. Il porte les couleurs de plusieurs équipes dont les Saguenéens de Chicoutimi de la Ligue de hockey junior majeur du Québec et les Warriors du Michigan de la NAHL. En 2012, il passe professionnel avec le HC Košice dans l'Extraliga slovaque. L'équipe remporte le championnat en 2014. Matis décroche également la 1.liga slovaque 2014 avec le HC 46 Bardejov. En 2015-2016, il passe une saison dans l'HockeyEttan avec le Kalix HC. Il porte les couleurs de Nice dans la Ligue Magnus en 2018-2019. La saison suivante, il ne dispute que six matchs avec le HK Poprad en raison de blessure.

### Carrière internationale
Il représente la Slovaquie en sélections jeunes.

## Statistiques

### En club
| Saison    | Équipe                   | Ligue              |                   | Saison régulière  | Saison régulière  | Saison régulière  | Saison régulière  | Saison régulière  |                   | Séries éliminatoires | Séries éliminatoires | Séries éliminatoires | Séries éliminatoires | Séries éliminatoires |
| Saison    | Équipe                   | Ligue              | PJ                | B                 | A                 | Pts               | Pun               | PJ                | B                 | A                    | Pts                  | Pun                  |                      |                      |
| 2009-2010 | Rattlers de Bradford     | GMHL               | 41                | 26                | 19                | 45                | 72                | 8                 | 0                 | 6                    | 6                    | 10                   |                      |                      |
| 2010-2011 | Saguenéens de Chicoutimi | LHJMQ              | 33                | 3                 | 0                 | 3                 | 20                | -                 | -                 | -                    | -                    | -                    |                      |                      |
| 2010-2011 | Rattlers de Bradford     | GMHL               | 12                | 14                | 7                 | 21                | 24                | 10                | 8                 | 13                   | 21                   | 30                   |                      |                      |
| 2011-2012 | Warriors du Michigan     | NAHL               | 50                | 15                | 5                 | 20                | 57                | -                 | -                 | -                    | -                    | -                    |                      |                      |
| 2012-2013 | HC Košice                | Extraliga slovaque | 19                | 1                 | 5                 | 6                 | 26                | 13                | 0                 | 1                    | 1                    | 8                    |                      |                      |
| 2012-2013 | Slovaquie U20            | Extraliga slovaque | 11                | 0                 | 3                 | 3                 | 18                | -                 | -                 | -                    | -                    | -                    |                      |                      |
| 2013-2014 | HC Košice                | Extraliga slovaque | 20                | 0                 | 1                 | 1                 | 4                 | -                 | -                 | -                    | -                    | -                    |                      |                      |
| 2013-2014 | HC 46 Bardejov           | 1.liga slovaque    | 28                | 8                 | 9                 | 17                | 34                | 13                | 4                 | 3                    | 7                    | 12                   |                      |                      |
| 2014-2015 | HK Poprad                | Extraliga slovaque | 52                | 9                 | 10                | 19                | 16                | 12                | 2                 | 3                    | 5                    | 2                    |                      |                      |
| 2015-2016 | HC Kalix                 | HockeyEttan        | 24                | 7                 | 7                 | 14                | 8                 | -                 | -                 | -                    | -                    | -                    |                      |                      |
| 2016-2017 | MsHK Žilina              | Extraliga slovaque | 38                | 8                 | 5                 | 13                | 14                | -                 | -                 | -                    | -                    | -                    |                      |                      |
| 2016-2017 | HKm Zvolen               | Extraliga slovaque | 12                | 1                 | 0                 | 1                 | 4                 | 7                 | 0                 | 0                    | 0                    | 2                    |                      |                      |
| 2017-2018 | HKm Zvolen               | Extraliga slovaque | 52                | 9                 | 10                | 19                | 20                | 10                | 0                 | 0                    | 0                    | 4                    |                      |                      |
| 2018-2019 | Nice                     | SLM                | 43                | 17                | 17                | 34                | 26                | 4                 | 0                 | 0                    | 0                    | 4                    |                      |                      |
| 2019-2020 | HK Poprad                | Extraliga slovaque | 6                 | 0                 | 0                 | 0                 | 4                 | -                 | -                 | -                    | -                    | -                    |                      |                      |
|           |                          |                    |                   |                   |                   |                   |                   |                   |                   |                      |                      |                      |                      |                      |
| 2021-2022 | HK Trebišov              | Slovaquie D3       | 13                | 14                | 8                 | 22                | 8                 | 6                 | 2                 | 5                    | 7                    | 0                    |                      |                      |
| 2022-2023 | HK Trebišov              | Slovaquie D3       | 12                | 6                 | 7                 | 13                | 4                 | 5                 | 3                 | 2                    | 5                    | 2                    |                      |                      |
| 2023-2024 | HK Trebišov              | Slovaquie D3       | Saison en cours ? | Saison en cours ? | Saison en cours ? | Saison en cours ? | Saison en cours ? | Saison en cours ? | Saison en cours ? | Saison en cours ?    | Saison en cours ?    | Saison en cours ?    |                      |                      |

### En équipe nationale
| Année | Compétition                 |   | PJ | B | A | Pts | Pun | +/-            |  | Résultat |
| 2013  | Championnat du monde junior | 6 | 3  | 2 | 5 | 16  | -1  | Huitième place |  |          |